# Nino Castelnuovo
Nino Castelnuovo, właśc. Francesco Castelnuovo (ur. 28 października 1936 w Lecco, zm. 6 września 2021 w Rzymie) – włoski aktor teatralny, filmowy i telewizyjny. Najbardziej znany z głównej roli Guya Fouchera w filmie muzycznym Parasolki z Cherbourga (1964).
Inne filmy Castelnuovo to m.in.: Rocco i jego bracia (1960), Camille 2000 (1969), L'emmerdeur (1973), Poplamiony na czerwono trawnik (1973), Masakra (1966), Armia Pięciu Ludzi (1969) i Angielski pacjent (1996).

## Życiorys

### Wczesne lata
Urodził się jako najmłodszy z trzech chłopców w Lecco w Lombardii w skromnej rodzinie. Miał dwóch starszych braci, Pierantonio (1930–1976) i Clemente. Po byciu malarzem pokojowym, mechanikiem i robotnikiem przeniósł się do Mediolanu, gdzie rozpoczął pracę jako agent sprzedaży, a jednocześnie zapisał się do szkoły aktorskiej Piccolo Teatro w Mediolanie. Po raz pierwszy został ojcem, kiedy poślubił Danilę Trebbi (ur. 1955), włoską aktorkę, z którą miał syna Lorenzo.

### Kariera
W 1957 roku zadebiutował jako mim w telewizyjnym programie RAI dla dzieci Zurli magik z czwartku.
Przełomową rolą był film Parasolki z Cherbourga (1964) w reżyserii Jacques’a Demy’ego, w której zagrał u boku Catherine Deneuve. Nominowany do nagrody Amerykańskiej Akademii Filmowej w kategorii najlepszy film nieanglojęzyczny, przyciągnął uwagę zarówno krytyków filmowych, jak i publiczności, i zdobył Złotą Palmę na Festiwalu Filmowym w Cannes w lutym tego samego roku.
Zagrał także u boku międzynarodowej obsady w Armia Pięciu Ludzi (1969) w reżyserii Dona Taylora, jako meksykański rewolucjonista, oraz jako Armand w Camille 2000 (1969) w reżyserii Radleya Metzgera.
Castelnuovo pojawił się także jako D'Agostino w Angielskim pacjencie (1996) i nadal działał na włoskiej scenie teatralnej. W 2002 roku zagrał w produkcji komediowej sztuki The Front Page (włoski tytuł Prima Pagina) z 1931 roku.
Zmarł 6 września 2021 roku w Rzymie w wieku 84 lat.